# Brahmidia ardjoeno
Brahmidia ardjoeno is een vlinder uit de familie van de herfstspinners (Brahmaeidae). De wetenschappelijke naam van de soort is voor het eerst geldig gepubliceerd in 1934 door Jorinus Pieter Adrianus Kalis.